# Robert Reiss (Unternehmer)

Robert Reiss

Herrmann Robert Reiss (* 20. Dezember 1844 in Groß Bubainen, Ostpreußen; † 11. November 1911 in Liebenwerda) war ein deutscher Feldmesser, Erfinder und Unternehmer.

## Biografie
Reiss wurde im ostpreußischen Groß Bubainen am Pregel geboren und wuchs als Sohn eines Flussschiffers auf. Die Familie hatte eine kleine Landwirtschaft im Nebenerwerb. Er erlernte den Beruf des Landvermessers in Ostpreußen. Sein Beruf führte Reiss um 1864 nach Landsberg an der Warthe, wo er seine spätere Ehefrau Mathilde Pauline Charlotte Märten kennenlernte. Mit ihr hatte er sechs Kinder. Zwischen 1868 und 1881 zog die Familie mit ihm zu den jeweiligen Einsatzorten, in denen er als Landvermesser tätig war. 1881 unterzeichnete er einen Zweijahresvertrag beim Königlich Preußischen Katasteramt in Liebenwerda. Sein Vertrag verpflichtete ihn dazu, einen Teil seiner Büromaterialien wie Federn, Siegellack, Packmaterial und anderes von seinem Gehalt zu bezahlen. Reiss war somit gezwungen, sich preisgünstiges Büromaterial zu besorgen. Im Jahr 1882 verstarben innerhalb weniger Tage drei seiner Kinder an einer Scharlach-Epidemie. Der Familie fehlte jedoch das Geld für die Bestattung der Kinder. Eine in der Stadt durchgeführte Sammlung von Spendengeldern half der Familie dann, die größte Not zu lindern. Durch das Inkrafttreten eines Gesetzes, das für die Landvermessung eine Prüfung zur Bedingung machte, verschlechterte sich seine Lage, da er diese Prüfung nicht nachweisen konnte. Reiss versuchte nun, neue Einkommensquellen für sich und seine Familie zu erschließen.

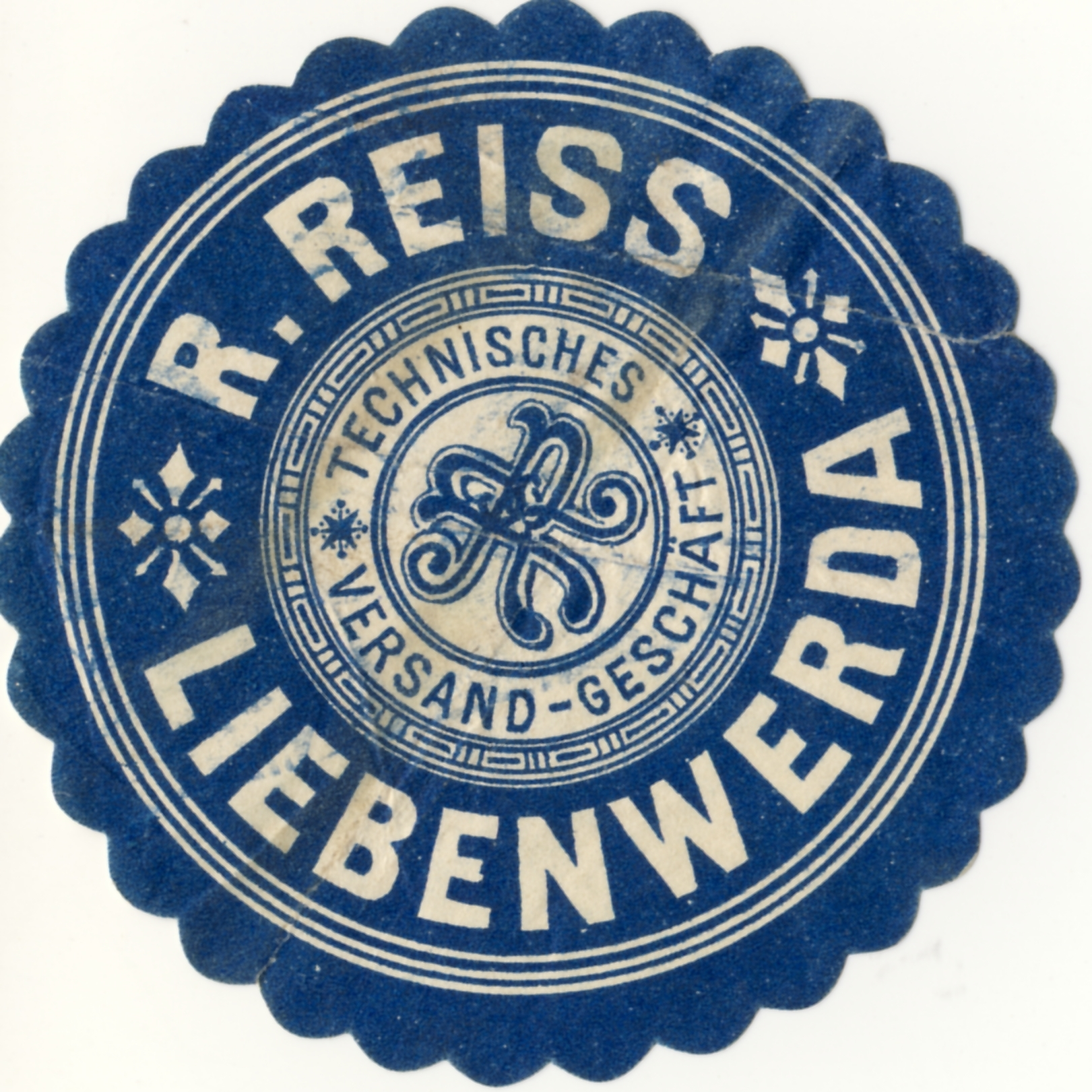
Siegelmarke, um 1890

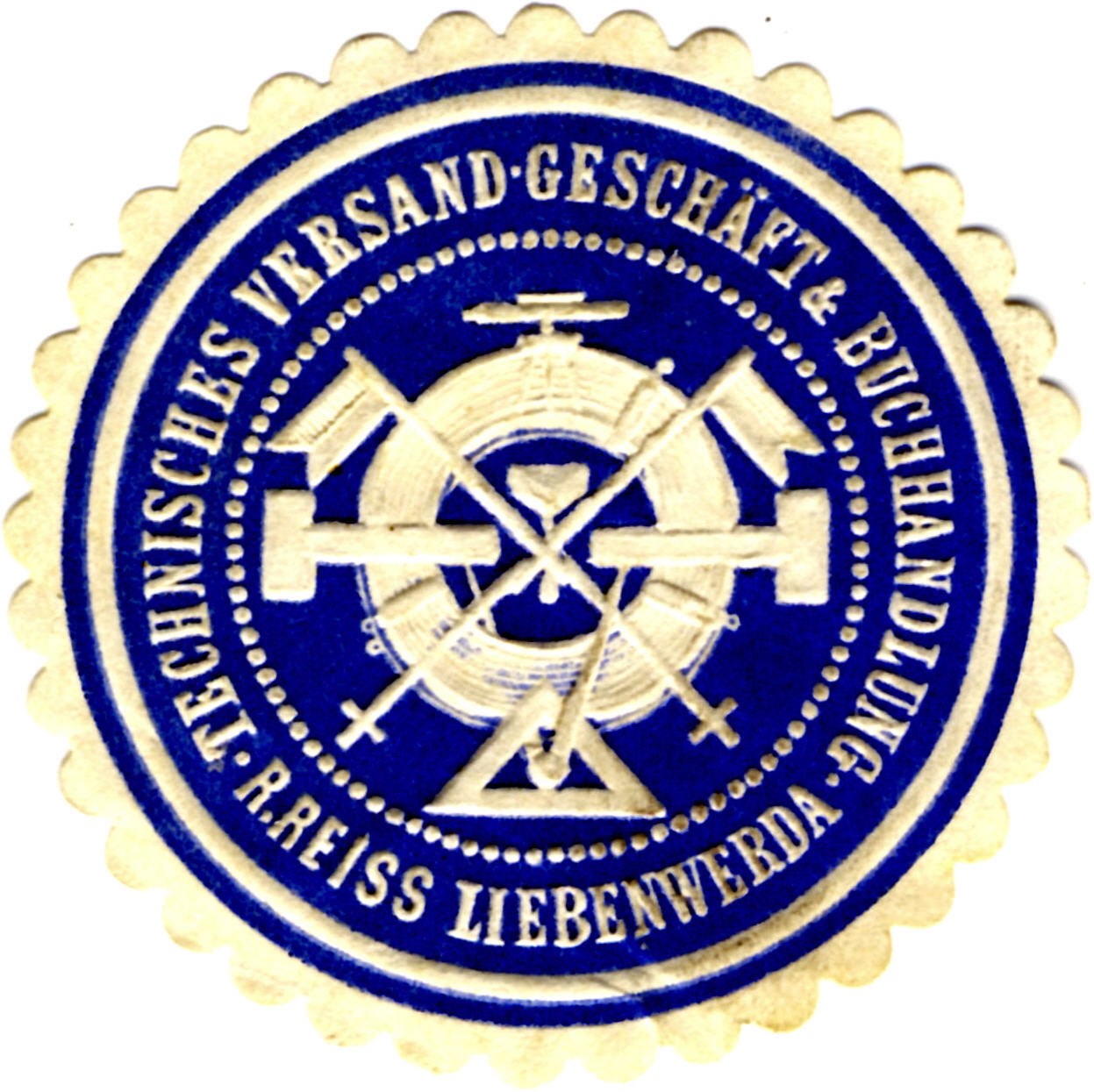
Siegelmarke, um 1900

Vermutlich als Nebenerwerb begann Robert Reiss im Jahr 1882 mit dem Versandhandel von Waren für Landvermesser, aber auch von Haushalts- und Kolonialwaren. Seine Erfahrungen als Landvermesser halfen ihm, besser als die etablierten Unternehmen auf Kundenwünsche einzugehen. 1885 machte er seinen Versandhandel zum Hauptgeschäft und kündigte seinen Angestelltenvertrag. 1889 begann er mit einer eigenen Produktion von Fluchtstäben. Reiss baute seine Produktion in den Folgejahren immer weiter aus – zum einen, um unabhängig von Lieferanten zu werden, zum anderen, um eine bessere Qualität liefern zu können. Neben Mess- und Nivellierlatten fertigte er auch Büromöbel. Bis 1896 kooperierte Reiss mit dem Liebenwerdaer Unternehmen Maibuhr & Hentschel bei der Produktion verschiedener geodätischer Instrumente. Reiss versuchte, mit seinen Partnern eine Massenproduktion von feinmechanischen Geräten aufzubauen, fertigte diese aber nach einem Bruch der Geschäftsbeziehungen im eigenen Haus. Ende 1896 wurde das Unternehmen unter der Firma Technisches Versandgeschäft R. Reiss in eine offene Handelsgesellschaft (oHG) mit Sitz in Liebenwerda umgewandelt. Gezielt warb Reiss hochqualifiziertes Personal an, um seine Produktion zu erweitern, bildete aber auch im eigenen Unternehmen aus. Innovationen wie der erste Steh-Sitz-Schreibtisch in Deutschland brachten dem Unternehmen weiteres Wachstum.
Kommunalpolitisch war Robert Reiss als Stadtverordneter in Liebenwerda aktiv. Dabei setzte er sich für einen Ausbau der Infrastruktur ein. Er versuchte aber auch, die soziale und wirtschaftliche Situation seiner Angestellten zu verbessern. So kam es 1900 zur Gründung einer Betriebskrankenkasse. Mitarbeiter seines Unternehmens hatten weitgehende Rechte. Durch den hohen Qualitätsanspruch, aber auch durch die sozial fortschrittliche Stellung seiner Mitarbeiter entstand ein Zusammengehörigkeitsgefühl, das sich in dem Ausdruck Reissianer widerspiegelte. So fanden regelmäßige kulturelle Veranstaltungen für die Mitarbeiter und deren Familien statt. Aber auch für die Bürger der Stadt Liebenwerda, insbesondere für die evangelische Kirchgemeinde spendete Robert Reiss einen beträchtlichen Teil seines Vermögens zu gemeinnützigen Zwecken.
Robert Reiss baute sein Unternehmen bis 1911 zu einem der weltweit größten Hersteller für feinmechanische Technik aus. 1909 wurde er zum Königlichen Hoflieferanten des Königreichs Rumänien ernannt. Zahlreiche Auszeichnungen und Medaillen auf internationalen Ausstellungen belegen den Ruf des Unternehmens Reiss. Im Herbst 1911 erkrankte Robert Reiss an einer Lungenentzündung, an der er am 11. November 1911 in Liebenwerda verstarb. Hunderte von Liebenwerdaern, Geschäftspartnern und Angestellten nahmen am Trauerzug teil. Sein Sohn Paul Reiss übernahm das Unternehmen als Alleingesellschafter.

## Ehrungen
- Am 22. November 2007, 125 Jahre nach der Unternehmensgründung, wurden in Bad Liebenwerda die Grundschule und die Oberschule nach Robert Reiss benannt.
- Im Bad Liebenwerdaer Ortsteil Lausitz wurde 2019 die Straße „Am Röderlandgraben“ in „Robert-Reiss-Allee“ umbenannt. Die Firma REISS Büromöbel GmbH hat dort eine neue Produktionshalle im Gewerbegebiet Lausitz gebaut, welche 2020 eröffnet wurde.